# Masgrau (Tavèrnoles)
Masgrau és una masia de Tavèrnoles (Osona) inclosa a l'Inventari del Patrimoni Arquitectònic de Catalunya.

## Descripció
Edifici civil.
Masia de planta rectangular orientada a migdia amb la façana a la part de l'aiguavés on hi ha un gros portal dovellat. A la part esquerra de la mateixa hi ha un porxo. Al nivell del primer pis sobresurt un pati de parets de pedra, tant a la part anterior com posterior de l'edifici. Aquest últim és sostingut per gruixudes parets a les quals s'obren badius de pedra tosca. En aquest mateix indret hi trobem un pou cisterna amb el coll de pedra picada.

## Història
Antiga masia sota la demarcació de Savassona, que conserva documentació des del segle xv, la qual fa referència al segle xiv. Masgrau és una gran propietat que inclou els masos Frontera i Can Soca de Sant Martí de Riudeperes i el Pont de Malafogassa de Sant Sadurní d'Osormort. Degut a un enllaç matrimonial, vers el segle xvi d'un hereu de Masgrau amb una pubilla del mas Comermena (Sant Martí Sescorts), s'annexionaren el patrimoni dels Masgrau: Comermena, Santa Margarida de Vilaseca, Marrubí, el güell i Torra d'Olost.